# Лоцава

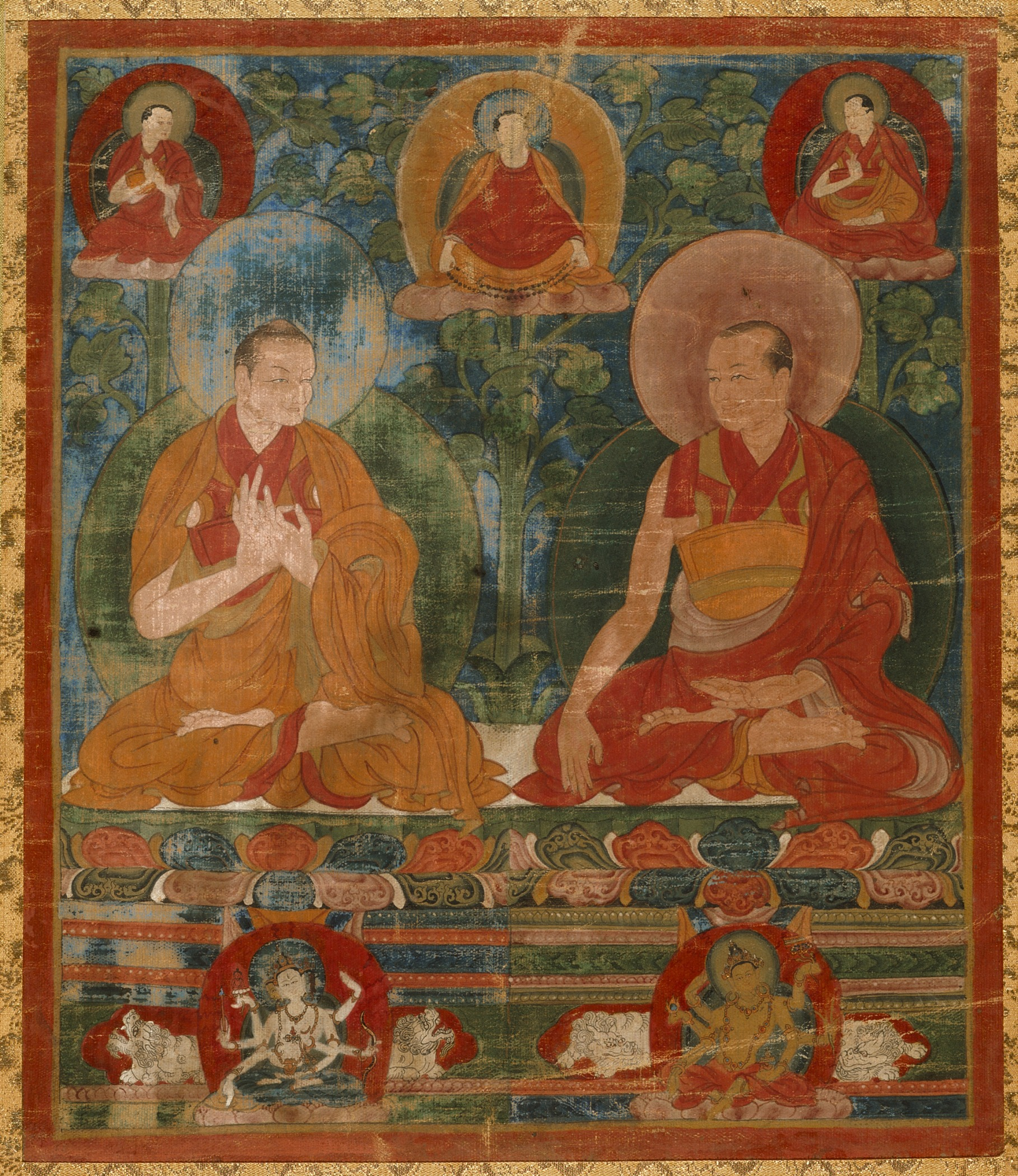
Сакясрі і Тропу Лоцава з Трофу Каг'ю

Лоцава (тиб. ལོ་ཙཱ་བ, вайлі: lo tsA ba) — тибетське слово, яке використовується як титул для позначення місцевих тибетських перекладачів, таких як Вайроцана, Рінхен Зангпо, Марпа Лоцава, Тропу Лотсава Джампа Пел та інші, які працювали разом з індійськими вченими або пандитами для перекладу буддійських текстів тибетською мовою з санскриту, класичної Китайської та інших азійських мов. Вважається, що воно походить від санскритського локчава (locchāva), що ймовірно, означає «двомовний» або «очі світу». Термін також використовується для позначення сучасних перекладачів тибетських буддійських текстів.
Джнанасутра, Ньїнґмапа, були головними Лоцава першої хвилі перекладів з санскриту на тибетську.
Юдра Найнгпо, один з головних учнів Вайроцана, також був головним лоцавою першого етапу перекладу текстів тибетською.

## Дивись також
- Рінхен Зангпо
- Марпа Перекладач (Марпа Лоцава)